# Şahan Gökbakar

Şahan Gökbakar, 2022

Şahan Gökbakar (* 22. Oktober 1980 in Izmir) ist ein türkischer Komiker, Schauspieler, Moderator und Drehbuchautor.

## Leben
Gökbakar wuchs in der türkischen Hauptstadt Ankara auf. Sein Vater, Osman Selçuk Gökbakar, starb an seinem achten Geburtstag im Jahr 1988 bei einem Verkehrsunfall. Er besuchte dort die renommierte Technische Universität des Nahen Ostens. Im Jahr 1997 machte er sein (türkisches) Abitur und studierte anschließend Theater und Kunst an der Bilkent-Universität.
Nachdem Gökbakar sich nach seinem Abschluss in Istanbul niedergelassen hatte, versuchte er sein Glück, indem er eine Weile an verschiedenen Werbeauswahlen teilnahm. Später bereitete er eine Sendung namens Zıbın vor, die am Silvesterabend zwischen 2003 und 2004 auf TV8 ausgestrahlt wurde. Er war außerdem fünf Wochen lang Moderator bei der Sendung 7th Day, die sonntags live auf TRT 1 übertragen wurde. Dann begann er, ein Wettbewerbsprogramm mit versteckten Kameras namens Zoka zu moderieren, das zuvor von Kamil Güler präsentiert wurde. Die Sendung wurde nach 13 Folgen abgesetzt.
Seine wöchentliche Show Dikkat Şahan Çıkabilir (Vorsicht, Şahan könnte erscheinen) lief freitags auf atv-Türkiye. Danach hatte er eine Talkshow, Kime diyorum ben (Wem sage ich das?).
Im Jahr 2007 drehte er den Kinofilm Recep İvedik mit ihm in der Hauptrolle, welcher 2008 in die Kinos kam. Der Film war ein Erfolg und wurde zum damals meistgesehenen Film der Türkei. Die Regie führte sein Bruder Togan Gökbakar. 2009 erschien die Fortsetzung Recep İvedik 2, die sogar noch erfolgreicher war. 2022 wurde mit Recep İvedik 7 der siebte Film der Reihe veröffentlicht.
Sein Themenbereich ist die Medienlandschaft der Türkei, deren Diskussions-, Reality- und Rateshows. Gökbakar ist verheiratet und Vater von zwei Kindern.

## Filmografie

### Schauspieler
Kinofilme
- 2006: Gen
- 2008: Recep İvedik
- 2009: Recep İvedik 2
- 2010: Recep İvedik 3
- 2013: Celal ile Ceren
- 2014: Recep İvedik 4
- 2016: Osman Pazarlama
- 2017: Recep İvedik 5
- 2018: Kayhan
- 2019: Recep İvedik 6
- 2022: Recep İvedik 7
- 2024: Erdal ile Ece
- 2024: Erdal ile Ece 2

### Regisseur
- 2020: Zengo

TV-Programme
- 2004: Zoka
- 2005: Dikkat Şahan Çıkabilir
- 2006: Leyt Nayt Şov: Kime Diyorum Ben
- 2008: Kolay Gelsin